# Johann Jakob Bösch
Johann Jakob Bösch (* 31. Juli 1849 in Kappel (seit 1965 Ebnat-Kappel); † 22. April 1912 in Cham; heimatberechtigt in Ebnat) war ein Schweizer Fabrikant und ein liberaler Politiker.

## Leben

### Familie
Johann Jakob Bösch entstammte dem Toggenburger Geschlecht der Bösch und war der Sohn des Kappeler Baumwollfabrikanten Johann Melchior Bösch.
Er war mit Nina (geb. Looser) verheiratet.

### Werdegang
Nach dem Besuch der Kantonsschule (siehe Kantonsschule am Burggraben) in St. Gallen absolvierte Bösch eine Lehre in der Firma Berlinger (siehe Johann Georg Berlinger) in Ganterschwil.
Seit 1870 war er als Fabrikant im Betrieb seines Vaters, der sich mit der Verarbeitung von Baumwolle und später vor allem mit Stickerei beschäftigte, tätig; 1885 wurde er als Fergger Mitglied des Stickerei-Fachgerichts, das vom Zentralverband der Stickerei-Industrie beschlossen worden war.
Er war auch im Amt des Bezirksrichters und eines Schuldenbetriebsbeamten eingesetzt sowie Mitglied des Verwaltungsrats der Toggenburger Bank (1896 Vizepräsident), der St. Gallischen Kantonalbank, bei Nestlé und der Schweizerischen Mobiliar Versicherungsgesellschaft. 1894 wurde er Verwaltungsrat der Anglo-Swiss Condensed Milk Company.
In der Schweizer Armee wurde er 1880 zum Hauptmann befördert und war 1887 Major; 1894 wurde er zum Regimentskommandanten ernannt und 1896 zum Oberstleutnant befördert. Er wurde 1897 auf eigenen Wunsch von seinem Kommando bei der Korpsartillerie IV entbunden.

### Politisches und gesellschaftliches Wirken
Bösch wurde 1885 Gemeinderat in Kappel und war von 1885 bis 1906 St. Galler Grossrat sowie vom 1. Dezember 1902 bis zum 6. Dezember 1908 Nationalrat; ihm folgte Robert Forrer in den Nationalrat.
1892 war er Mitbegründer einer Arbeitnehmerorganisation der Stickerei-Beschäftigten, deren Präsident er später wurde; 1893 trat er von seinem Amt zurück.
Er war 1894 Mitglied der Kommission des Grossen Rats, die gebildet worden war, um über das kantonale Gebäude-Assekurzanzgesetz zu beraten; im selben Jahr wurde er in die Aufsichtskommission des kantonalen Asyls in Wil gewählt.